# Test A/B

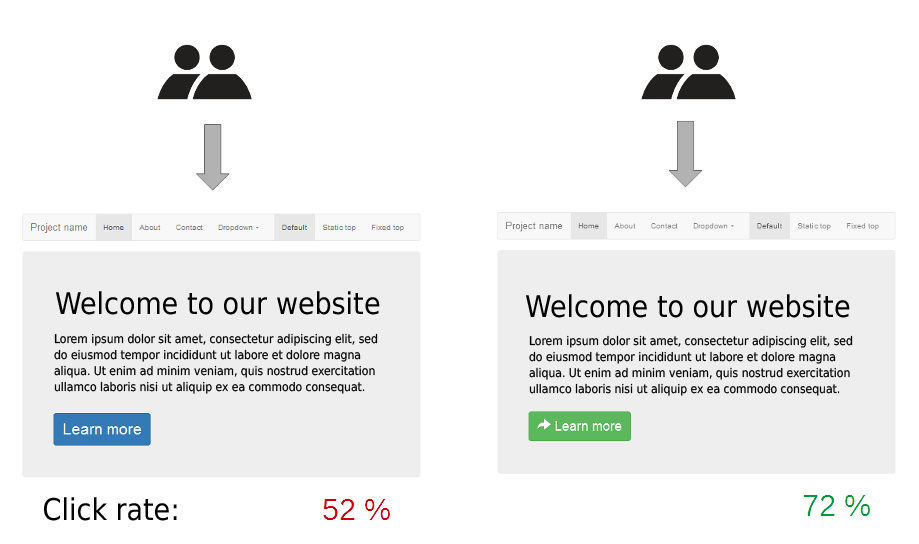
Esempio di test A/B su un sito internet. Servendo in modo casuale ai visitatori 2 versioni del sito internet che differiscono solamente nel design di un singolo pulsante, l'efficacia relativa delle due versioni può essere misurata

Un Test A/B (o Test dei cesti o split-run testing), nel web analytics, è un esperimento controllato con due varianti, A e B.

È una forma di test di verifica d'ipotesi o "test di ipotesi a 2 campioni" nel campo della statistica. Nel web design, in particolare nella user experience design, l'obiettivo di questo test è di identificare i cambiamenti delle pagine web che incrementano o massimizzano il risultato di un interesse (per esempio: click-through rate per un banner pubblicitario). Formalmente la pagina web attuale è associata a un'Ipotesi nulla.
Il test A/B è un modo di confrontare due versioni di una singola variabile per testare la risposta del soggetto rispetto alla variabile A o B e determinare quale risulti la più efficace.
Nella statistica multivariata, un test multinomiale è simile a un test A/B, ma verifica più di due versioni allo stesso tempo o usa più controlli.
I test A/B semplici non sono validi per situazioni osservazionali, quasi-sperimentali o situazioni non sperimentali, come in dati di una indagine, dati offline, e altri fenomeni più complessi.

## Test statistici comuni
| Distribuzione assunta | Caso d'esempio                     | Test Standard                   | Test alternativo  |
| --------------------- | ---------------------------------- | ------------------------------- | ----------------- |
| Gaussiana             | Ricavo medio per utente pagante    | Test di Welch (Unpaired t–test) | Test t di Student |
| Binomiale             | click-through rate                 | Test esatto di Fisher           | Test di Barnard   |
| Poisson               | Transazioni per Utente pagante     | E-test                          | C-test            |
| Multinomiale          | Numero di ogni prodotto acquistato | Test chi quadrato               |                   |